# Су иясе
Су иясе (тат. Су иясе, Су анасы, чув. Шыв Ийĕ, якут. Уу Иччи, каз. Су иесі, баш.  hыу эйәhe, кирг. Суу ээси, ног. Сув Анасы) — в мифологии тюркских народов антропоморфные духи — хозяева воды. У казанских и западносибирских татар различались Су иясе — мужчины (су бабасы), женщины (су анасы).
Согласно представлениям башкир, Су иясе семьями живут в воде, они очень богаты. Вход в их чертоги находится на дне водоёма, под камнем. Они не причиняют людям вреда.
Из византийских источников VII века известно, что у тюрков был распространён обычай жертвоприношения воде, когда они толкали друг друга в воду или обливались водой. Бросание в воду в указанный период, видимо, уже потерял многие свои древние значения. Сам этот процесс является отражением древнейшего обычая жертвоприношения божеству воды Суб. В качестве жертвы использовались первоначально рабы и пленники, вместе с тем не исключено, что в этом качестве могли выступать члены и данного общества.
Божество воды находилось у древних тюрок на одном уровне почитания с божествами неба и земли.